# César Thomson
César Thomson (Luik, 18 maart 1857 - Bissone, 21 augustus 1931) was een Belgische violist. 

## Loopbaan

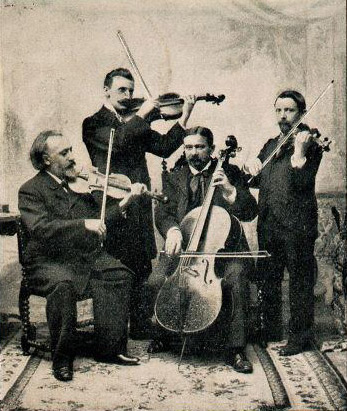
César Thomson (links) als primarius van zijn strijkkwartet.

Hij kreeg zijn muzikale opleiding vanaf zijn zevende levensjaar aan het Conservatorium van Luik, waar hij les kreeg van Désiré Heynberg, Rodolphe Massart en Jacques Dupuis. Op zijn zestiende werd zijn techniek als ongeëvenaard beschouwd. Hij kreeg zijn verdere opleiding van Hubert Léonard, Henryk Wieniawski en Henri Vieuxtemps. In 1873 werd hij de concertmeester van het privéorkest van baron Paul von Dervies, die nabij Lugano zijn "Catello di Trevano", een muziektempel, had laten bouwen. Toen Von Dervies in 1877 een geestesziekte kreeg en verdween, verliet Thomson Lugano, kort nadat hij getrouwd was met de rijke Luisa Riva. In 1879 verhuisde het stel naar Berlijn, waar hij enige tijd concertmeester was in het symfonieorkest van Benjamin Bilse, de voorloper van de Berliner Philharmoniker. Zijn rivaal annex vriend Eugène Ysaÿe, wiens carrière deels parallel liep met de zijne, nam die baan van hem over.
In 1882 werd hij tot professor benoemd aan het conservatorium van Luik. Hij concerteerde over de gehele wereld. In 1888 was hij onder meer in Noorwegen met de eveneens Belgische pianist Arthur De Greef. Hij volgde in 1897 Ysaÿe op aan het Conservatorium van Brussel. Het jaar daarop richtte hij zijn eigen strijkkwartet op, met tweede violist Nicolas Lamoureux, altist Léon Van Hout en cellist Édouard Jacobs. Hij concerteerde over de gehele wereld, waarbij hij in de Verenigde Staten minder goede kritieken kreeg dan in de rest van de wereld. Toch gaf hij in New York les aan het Ithaca College en aan de Juilliard School of Music. Hij speelde vaak muziek van Niccolò Paganini, van wie hij veel onbekend werk opdiepte, en zorgde voor viooltranscripties van barokmuziek van Corelli, Händel, Tartini, Bach, Nardini et Vitali. Zelf schreef hij onder meer een Zigeunerrapsodie voor viool en orkest. Pablo de Sarasate droeg zijn La chasse opus 44 aan hem op.
César Thomson trad tussen 1893 en 1906 vijf keer op met het Concertgebouworkest, in 1893 in een serie drie keer onder Willem Kes en eenmaal onder Richard Hol, in 1906 eenmaal onder Willem Mengelberg. 
Leerlingen van hem zijn onder anderen Guillermo Uribe Holguín, Hugo Alfvén, Aylmer Buesst, Edwin Grasse, Johan Halvorsen, Paul Kochanski, Demetrius Dounis, Alma Moodie, Tony Schultze en Haydn Wood.

## Postuum
In Luik is de Boulevard César Thomson naar hem genoemd. Aan de Boulevard Piercot in dezelfde stad staat een beeld van Louis Dupont van hem.
- Bibliothèque nationale de France: cb14803519m (data)
- Gemeinsame Normdatei: 117351202
- International Standard Name Identifier: 0000 0000 4626 5435
- Library of Congress Control Number: no2003002012
- MusicBrainz: 0712f2d9-909b-4abc-ac3c-b946deb785fb
- Nationale Bibliotheek van Tsjechië: xx0180538
- Nederlandse Thesaurus van Auteursnamen: 334350417
- SNAC: w6s47mbx
- Virtual International Authority File: 35231911
- WorldCat: E39PBJhMpF9qMd4fqHvPwkJCcP